# Pedicularis pentagona
Pedicularis pentagona är en snyltrotsväxtart som beskrevs av Hui Lin Li. Pedicularis pentagona ingår i släktet spiror, och familjen snyltrotsväxter. Inga underarter finns listade i Catalogue of Life.